# Guanotrofie

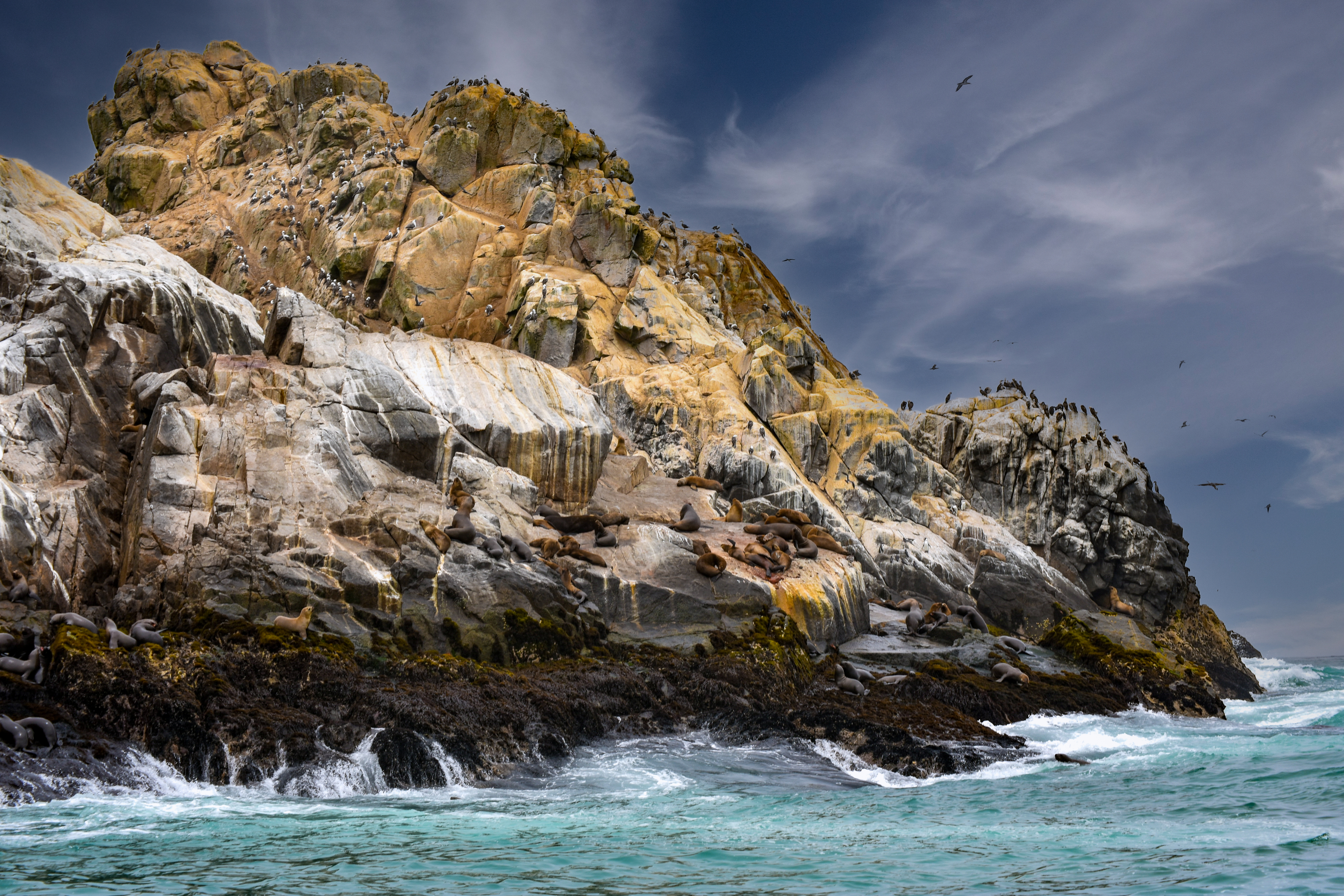
Een guanotroof rotseiland in Peru.

Guanotrofie is een begrip uit de ecologie waarmee een toestand wordt bedoeld waarbij een bepaald milieu onderhevig is aan een hoge depositie van beschikbare nutriënten die afkomstig zijn uit vogelpoep of ontlasting van vleermuizen.
Wanneer er in een bepaald milieu sprake is van guanotrofie, dan noemt men het milieu guanotroof. Als een organisme of levensgemeenschap min of meer is aangewezen tot guanotrofe milieus (en dit dus als habitat nodig heeft), dan is het guanotrafent.

## Etymologie
Het woord 'guanotrofie' is afkomstig van het Spaanse guano ('vogelmest') en het Oudgriekse τροφή (trophḗ: 'voeding').

## Guano
In sommige guanotrofe milieus kan zich guano vormen (of al gevormd zijn). Guano is een specifiek type biogeen sediment dat ontstaat op plekken waar accumulatie van uitwerpselen van (zee)vogels, vleermuizen of dinosauriërs plaatsvindt of plaatsvond. Guano is vooral bekend doordat het gewonnen werd om als mest te gebruiken; het bevat een zeer hoge concentratie fosfaten en nitraten.

## Fotogalerij

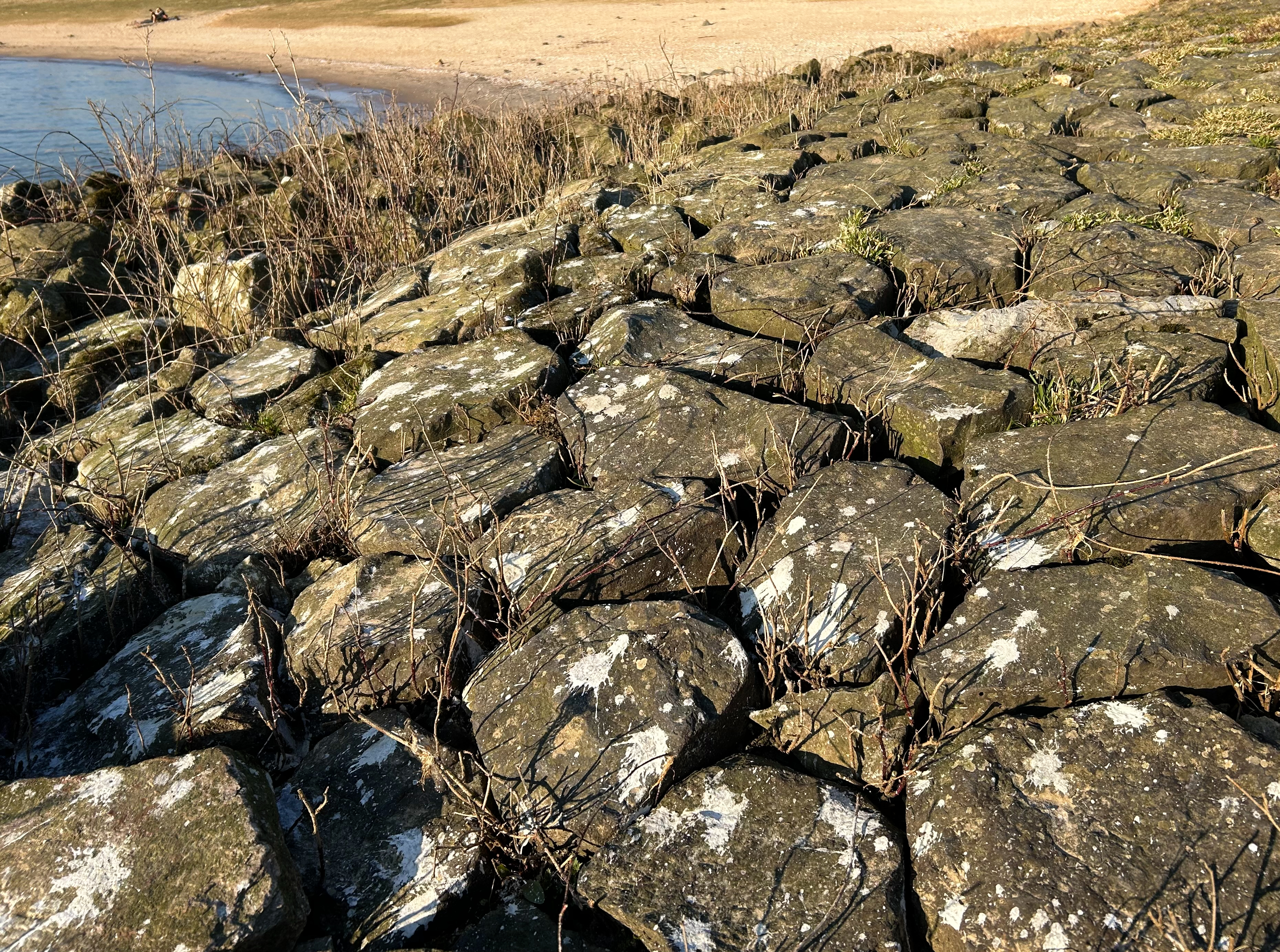
Een guanotroof milieu op een kribbe langs de Rijn.
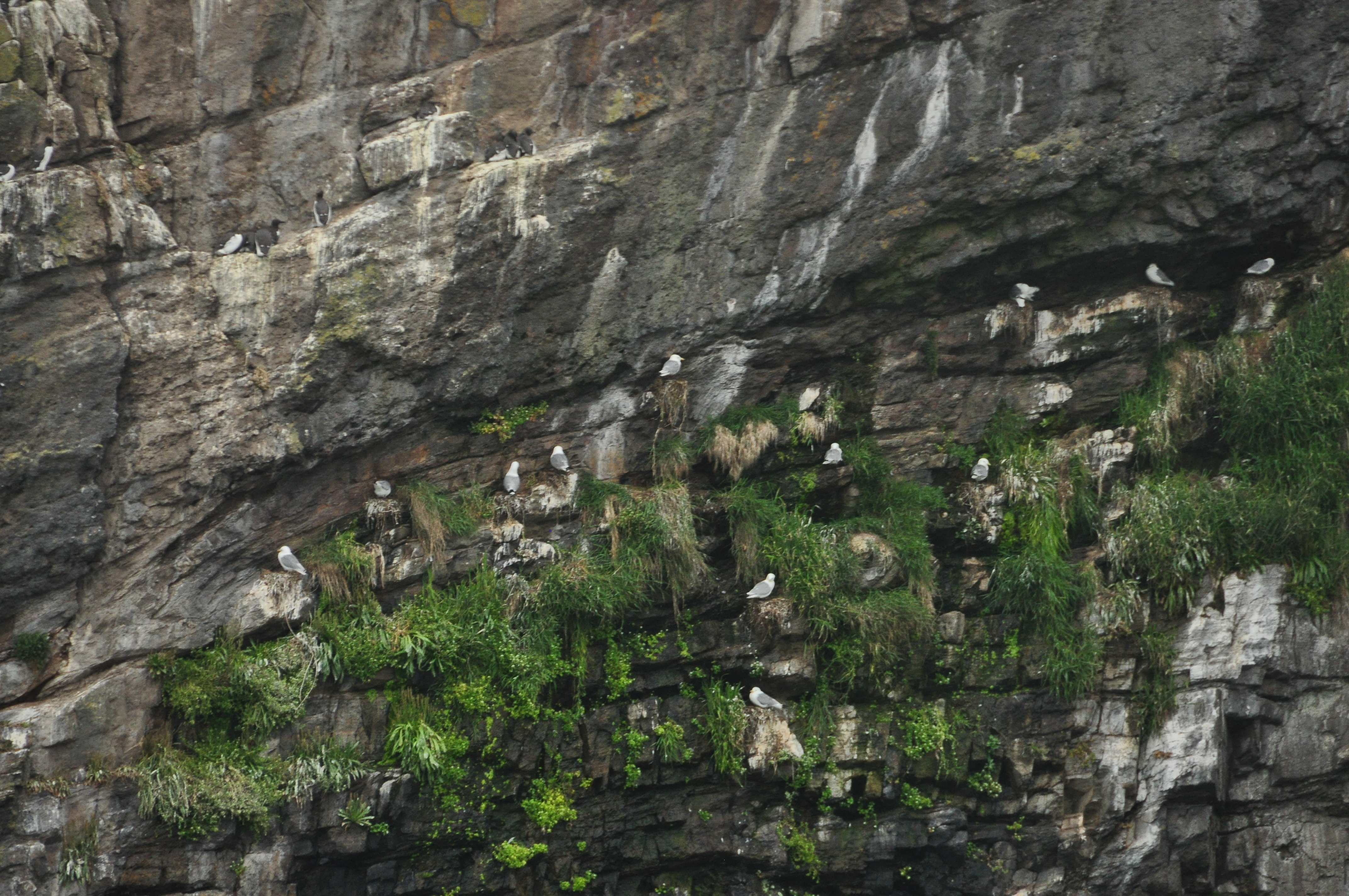
Guanotrafente rotsvegetatie op het Britse eiland Skomer.
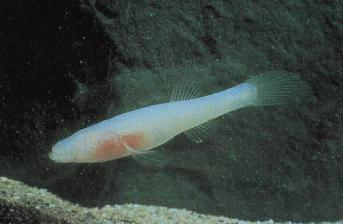
Amblyopsis rosae, een guanotrafente vissoort.